# バイカルトガリネズミ
バイカルトガリネズミ（Sorex caecutiens）は、哺乳綱真無盲腸目トガリネズミ科トガリネズミ属に分類される哺乳類。

## 分布
バルト海から日本海まで、北海道、サハリン、朝鮮半島を含むユーラシア大陸北部に分布する。
本州には分布していないが、青森県から産出した中期更新世後期の上顎骨左側部分の化石が本種として同定されている。

## 形態
成獣は体長3-11g、体長4.8-7.8cm、尾長3.9-5.2cmになる。外形や毛の色は、シントウトガリネズミに似る。上顎第4小臼歯の形状でシントウトガリネズミと区別する。

## 分類
以前はシントウトガリネズミを本種に含める説もあった。Hutterer (2005) は本州以南の個体群を別種S. shintoとし、シントウトガリネズミの北海道亜種とされていたエゾトガリネズミS. shinto saevusを本種のシノニムとしている。
北海道の個体群（エゾトガリネズミ）は、サハリンと済州島を含む大陸の個体群とは遺伝的に異なることが示されている一方、過去に用いられた亜種名S. s. saevusの模式産地はサハリンであることが指摘されており、エゾトガリネズミにS. caecutiens saevusの亜種名を当てるのは不適当とする説もある。後述するように国後島の個体群が亜種として記載されているが、北海道個体群との比較検討は行われておらず、2024年時点ではエゾトガリネズミは学名未決定亜種（S. caecutiens ssp.）として扱われている。
朝鮮半島中南部の個体群を亜種S. c. annexus Thomas, 1906（模式産地は聞慶市）とする説もあるが、中国東北部や極東ロシアに分布するとされる亜種S. c. macropygmaeusとは遺伝的に区別できないとする研究もある。フィンランドの標本を含むユーラシア全域を対象とした分子系統解析でも本種はサハリンを含むユーラシア・済州島・北海道の3系統に分かれるという結果が得られており、大陸個体群の遺伝的分化は不明瞭であることが示唆されている。
以下の亜種の分類は、サハリンとロシア大陸部産についてはBannikova &  Lebedev (2012) に、中国産についてはHoffman & Lunde (2008) に従う。
Sorex caecutiens caecutiens Laxmann, 1788
基亜種。アルタイ山脈北東部、トゥヴァ共和国、バイカル湖地域、ゼヤ川流域にかけて。模式産地はバイカル湖畔南西部。
Sorex caecutiens altaicus Ognev, 1922
アルタイ山脈、新疆ウイグル自治区
Sorex caecutiens koreni G. Allen, 1914
ペチョラ川からチュクチ半島にかけて、内モンゴル自治区、黒竜江省
Sorex caecutiens macropygmaeus Miller, 1901
レナ川からカムチャツカ半島、アムール州、沿海州にかけて、中国東北部
Sorex caecutiens pleskei Ognev, 1922
ヨーロッパロシア、西シベリア
Sorex caecutiens saevus Thomas, 1907
サハリン
極東の島嶼個体群のいくつかを独立した亜種とする説もある。以下の分類は、Hutterer & Zaitsev (2004)・Ohdachi et al. (2005) に従う。
Sorex caecutiens hallamontanus Abe & Oh in Ohdachi, Abe, Oh & Han, 2005
済州島。模式産地は漢拏山。
Sorex caecutiens kunashirensis Hutterer & Zaitsev, 2004
模式産地は国後島。S. c. longicaudatus Okhotina, 1993（Yoshikura, 1956のホモニム）の置換名。
Sorex caecutiens okhotinae Hutterer & Zaitsev, 2004
模式産地はカラギンスキー島。S. c. insularis Okhotina, 1993（Cowan, 1944のホモニム）の置換名。
Sorex caecutiens orii Kuroda, 1933
幌筵島、占守島。模式産地は幌筵島。

## 生態
生息域として高山の森林を好むが、低地でも見られることがある。広葉樹林に多く生息し、林床の落葉層や腐植層で生活する。個体ごとに縄張りをもち、昼夜を問わず活動と休息を短時間で繰り返す活動周期をもつ。昆虫類やクモ類、ジムカデ類などを食べる。主な繁殖期は春で、一部は秋にも繁殖する。1回の出産で4-8頭の子を産む。メスがオスより長く生きることが知られており、最長寿命はおよそ17か月になる。